# NK Nafta Lendava
El NK Nafta Lendava fue un equipo de fútbol de Eslovenia que alguna vez jugó en la Prva SNL, la primera división de fútbol en el país y en la Primera Liga de Yugoslavia, la desaparecida primera división de fútbol de Yugoslavia.

## Historia
Fue fundado en el año 1903 en la ciudad de Lendava con el nombre Lendvai FE cuando el territorio era controlado por Hungría y es recordado como uno de los equipos de fútbol más viejos de Eslovenia.
El club llegó a jugar en la desaparecida Primera Liga de Yugoslavia en una ocasión en la temporada de 1946/47 y luego de terminar la Guerra de Yugoslavia se convirtió en uno de los equipos fundadores de la Prva SNL, la cual jugó por nueve temporadas hasta la temporada 2011/12 luego de que en ese año en club desapareciera luego de declararse en bancarrota.
Posteriormente nace el ND Lendava 1903, aunque este club no es considerado como su sucesor por la Asociación de Fútbol de Eslovenia, por lo que las estadísticas de ambos equipos son consideradas como de equipos separados.

## Palmarés
- Yugoslav Third League (1): 1945/46
- Slovenian Third League (1): 2003–04
- Copa MNZ Lendava (1): 2004–05[6]
- Copa Pomurski (1): 1991–92

## Temporadas en Eslovenia
| Temporada | Liga        | Pos.      | Pts | J   | G  | E  | P   | GF  | GC  | Copa        |
| --------- | ----------- | --------- | --- | --- | -- | -- | --- | --- | --- | ----------- |
| 1991–92   | 1. SNL      | 15        | 36  | 40  | 13 | 10 | 17  | 52  | 63  | Semifinales |
| 1992–93   | 1. SNL      | 18        | 19  | 34  | 6  | 7  | 21  | 30  | 64  | 1/16        |
| 1993–94   | 2. SNL      | 4         | 40  | 30  | 18 | 4  | 8   | 55  | 27  | 1           |
| 1994–95   | 2. SNL      | 2         | 43  | 30  | 16 | 11 | 3   | 50  | 26  | x           |
| 1995–96   | 2. SNL      | 2         | 59  | 29  | 18 | 5  | 6   | 51  | 19  | 1           |
| 1996–97   | 2. SNL      | 4         | 48  | 29  | 12 | 12 | 5   | 36  | 28  | 1/16        |
| 1997–98   | 2. SNL      | 6         | 43  | 30  | 12 | 7  | 11  | 39  | 39  | 1           |
| 1998–99   | 2. SNL      | 11        | 36  | 30  | 10 | 6  | 14  | 35  | 47  | 1/4         |
| 1999–00   | 2. SNL      | 11        | 34  | 30  | 9  | 7  | 14  | 34  | 49  | x           |
| 2000–01   | 2. SNL      | 9         | 37  | 29  | 10 | 7  | 12  | 32  | 31  | 1/16        |
| 2001–02   | 2. SNL      | 9         | 39  | 30  | 11 | 6  | 13  | 46  | 52  | 1           |
| 2002–03   | 2. SNL      | 14        | 30  | 30  | 8  | 6  | 16  | 40  | 61  | 1/4         |
| 2003–04   | 3. SNL East | 1         | 56  | 26  | 18 | 2  | 6   | 64  | 31  | 1/4         |
| 2004–05   | 2. SNL      | 2         | 70  | 33  | 20 | 10 | 3   | 67  | 28  | Semifinales |
| 2005–06   | 1. SNL      | 7         | 46  | 36  | 13 | 7  | 16  | 42  | 52  | 1/16        |
| 2006–07   | 1. SNL      | 8         | 45  | 36  | 12 | 9  | 15  | 45  | 59  | 1/4         |
| 2007–08   | 1. SNL      | 7         | 47  | 36  | 12 | 11 | 13  | 43  | 56  | 1/4         |
| 2008–09   | 1. SNL      | 7         | 43  | 36  | 11 | 10 | 15  | 36  | 52  | 1/4         |
| 2009–10   | 1. SNL      | 6         | 49  | 36  | 14 | 7  | 15  | 51  | 53  | Semifinales |
| 2010–11   | 1. SNL      | 9         | 37  | 36  | 10 | 7  | 19  | 47  | 67  | 1/4         |
| 2011–12   | 1. SNL      | 10        | 25  | 36  | 5  | 10 | 21  | 34  | 71  | 1/16        |
| Total     | 1. SNL      | 0 Títulos | 347 | 326 | 96 | 78 | 152 | 380 | 537 | 0 Copas     |